# Бельтран, Джоуи
Хосе Фелипе «Джоуи» Бельтран (англ. José Felipe "Joey" Beltran; 9 декабря 1981, Ошенсайд) — американский боец смешанного стиля, представитель тяжёлой и полутяжёлой весовых категорий. Выступает на профессиональном уровне начиная с 2007 года, известен по участию в турнирах таких бойцовских организаций как UFC, Bellator, KOTC, Strikeforce, был претендентом на титул чемпиона Bellator в полутяжёлом весе.

## Биография
Джоуи Бельтран родился 9 декабря 1981 года в городе Ошенсайде штата Калифорния, имеет мексиканские корни. Детство провёл в Карлсбаде, воспитывался матерью-одиночкой. В возрасте десяти лет начал серьёзно заниматься боксом, часто участвовал в уличных драках со сверстниками. В средней школе занимался борьбой, имел неплохие результаты, но из-за низкой успеваемости вынужден был уйти из спортивной команды. В старшей школе проявил себя как борец греко-римского стиля, поступил в университет, но до конца не доучился, решив посвятить себя смешанным единоборствам.
Дебютировал в ММА на профессиональном уровне в феврале 2007 года, на турнире организации Strikeforce проиграл своему сопернику единогласным решением судей. Затем дрался на турнирах небольшого калифорнийского промоушена Total Combat, где одержал в общей сложности пять побед. Трижды выступал в организации King of the Cage, претендовал здесь на титул чемпиона в тяжёлой весовой категории, но по итогам пяти раундов уступил по очкам действующему чемпиону Тони Лопесу. Также выиграл один поединок в организации Bellator, дважды побеждал на турнирах промоушена 5150 Combat League, в том числе завоевал титул чемпиона в тяжёлом весе.
Имея в послужном списке десять побед и только три поражения, в 2010 году Бельтран привлёк к себе внимание крупнейшей бойцовской организации мира Ultimate Fighting Championship и дебютировал здесь с победы над Роллесом Грейси, обладателем чёрного пояса по БЖЖ. В дальнейшем выиграл по очкам у Тима Хейга, но проиграл Мэтту Митриону и Патрику Бэрри. Далее в 2011 году техническим нокаутом в третьем раунде победил новичка организации Аарона Росу, после чего единогласным решением потерпел поражение от Стипе Миочича, будущего чемпиона UFC в тяжёлом весе.
В 2012 году продолжил выступать в UFC, после проигрыша нокаутом Лавару Джонсону решил спуститься в полутяжёлую весовую категорию, хотя это не привело к улучшению его результатов — последовали поражения от Джеймса Те Хуны и Фабиу Малдонаду. Бой с хорватом Игором Покраяцом Бельтран выиграл единогласным решением судей, однако позже оказалось, что он провалил допинг-тест — в его пробе были обнаружены следы анаболического стероида нандролона. Бойца отстранили от соревнований сроком на девять месяцев, а результат боя с Покраяцом отменили.
В 2013 году Джоуи Бельтран подписал контракт с Bellator MMA и в промежуточном весе до 95 кг встретился со знаменитым соотечественником Куинтоном Джексоном, которому проиграл в самом конце первого раунда. Затем с помощью удушающего приёма «север-юг» заставил сдаться представителя Белоруссии Владимира Матюшенко и удостоился права оспорить титул чемпиона в тяжёлом весе, который на тот момент принадлежал Эмануэлю Ньютону. Чемпионский бой между ними состоялся в сентябре 2014 года, в третьем раунде Ньютон нокаутировал Бельтрана ударом рукой с разворота и тем самым сохранил за собой пояс чемпиона.
После поражения в чемпионском поединке Бельтран спустился в средний вес и вышел в клетку против Брайана Роджерса, выиграв у него решением большинства судей. Далее, однако, последовало поражение техническим нокаутом от Кендалла Гроува, и Бельтран решил вернуться в привычный для себя полутяжёлый вес. В 2016 году провёл в Bellator два поединка и оба проиграл — раздельным решением уступил соотечественнику Чейзу Гормли и потерпел поражение нокаутом от итальянца Алессио Сакары.

## Статистика в профессиональном ММА
| Боёв 33         | Побед 17 | Поражений 15 |
| --------------- | -------- | ------------ |
| Нокаутом        | 12       | 5            |
| Сдачей          | 2        | 1            |
| Решением        | 3        | 9            |
| Не состоявшихся | 1        | 1            |

| Результат    | Рекорд    | Соперник           | Способ                 | Турнир                                                             | Дата             | Раунд | Время | Место                | Примечание                                                                       |
| ------------ | --------- | ------------------ | ---------------------- | ------------------------------------------------------------------ | ---------------- | ----- | ----- | -------------------- | -------------------------------------------------------------------------------- |
| Поражение    | 17-15 (1) | Сергей Харитонов   | Решение (Единогласное) | Russian Cagefighting Championship                                  | 25 февраля 2018  | 3     | 5:00  | Екатеринбург, Россия |                                                                                  |
| Поражение    | 17-14 (1) | Алессио Сакара     | KO (удары руками)      | Bellator 168                                                       | 10 декабря 2016  | 1     | 1:20  | Флоренция, Италия    |                                                                                  |
| Поражение    | 17-13 (1) | Чейз Гормли        | Раздельное решение     | Bellator 155                                                       | 20 мая 2016      | 3     | 5:00  | Бойсе, США           | Бой в тяжёлом весе.                                                              |
| Победа       | 17-12 (1) | Ламонт Стэффорд    | TKO (удары руками)     | C3 Fights: Beltran vs Stafford                                     | 5 декабря 2015   | 1     | 4:14  | Ньюкёрк, США         | Бой в полутяжёлом весе.                                                          |
| Поражение    | 16-12 (1) | Кендалл Гроув      | TKO (punches)          | Bellator 143                                                       | 25 сентября 2015 | 3     | 2:27  | Идальго, США         |                                                                                  |
| Победа       | 16-11 (1) | Брайан Роджерс     | Решение большинства    | Bellator 136                                                       | 10 апреля 2015   | 3     | 5:00  | Ирвайн, США          | Дебют в среднем весе.                                                            |
| Поражение    | 15-11 (1) | Эмануэль Ньютон    | KO (рукой с разворота) | Bellator 124                                                       | 12 сентября 2014 | 3     | 3:07  | Плимут, США          | Бой за титул чемпиона Bellator в полутяжёлом весе.                               |
| Победа       | 15-10 (1) | Владимир Матюшенко | Сдача (север-юг)       | Bellator 116                                                       | 11 апреля 2014   | 3     | 3:06  | Темекьюла, США       |                                                                                  |
| Поражение    | 14-10 (1) | Куинтон Джексон    | KO (удары руками)      | Bellator 108                                                       | 15 ноября 2013   | 1     | 4:59  | Атлантик-Сити, США   | Бой в промежуточном весе 95 кг.                                                  |
| Поражение    | 14-9 (1)  | Фабиу Малдонаду    | Раздельное решение     | UFC Fight Night: Maia vs. Shields                                  | 9 октября 2013   | 3     | 5:00  | Баруэри, Бразилия    |                                                                                  |
| Не состоялся | 14-8 (1)  | Игор Покраяц       | NC (допинг)            | The Ultimate Fighter: The Smashes Finale                           | 15 декабря 2012  | 3     | 5:00  | Голд-Кост, Австралия | Победа Бельтрана единогласным решением отменена из-за проваленного допинг-теста. |
| Поражение    | 14-8      | Джеймс Те Хуна     | Единогласное решение   | UFC on Fuel TV: Munoz vs. Weidman                                  | 11 июля 2012     | 3     | 5:00  | Сан-Хосе, США        | Лучший бой вечера.                                                               |
| Победа       | 14-7      | Антон Таламантес   | Единогласное решение   | C3 Fights                                                          | 28 апреля 2012   | 3     | 5:00  | Оклахома, США        | Дебют в полутяжёлом весе.                                                        |
| Поражение    | 13-7      | Лавар Джонсон      | KO (удары руками)      | UFC on Fox: Evans vs. Davis                                        | 28 января 2012   | 1     | 4:24  | Чикаго, США          |                                                                                  |
| Поражение    | 13-6      | Стипе Миочич       | Единогласное решение   | UFC 136                                                            | 8 октября 2011   | 3     | 5:00  | Хьюстон, США         |                                                                                  |
| Победа       | 13-5      | Аарон Роса         | TKO (удары руками)     | UFC 131                                                            | 11 июня 2011     | 3     | 1:26  | Ванкувер, Канада     |                                                                                  |
| Поражение    | 12-5      | Патрик Бэрри       | Единогласное решение   | UFC: Fight For The Troops 2                                        | 22 января 2011   | 3     | 5:00  | Форт-Худ, США        |                                                                                  |
| Поражение    | 12-4      | Мэтт Митрион       | Единогласное решение   | UFC 119                                                            | 25 сентября 2010 | 3     | 5:00  | Индианаполис, США    | Лучший бой вечера.                                                               |
| Победа       | 12-3      | Тим Хейг           | Единогласное решение   | UFC 113                                                            | 8 мая 2010       | 3     | 5:00  | Монреаль, Канада     |                                                                                  |
| Победа       | 11-3      | Роллес Грейси      | TKO (удары руками)     | UFC 109                                                            | 6 февраля 2010   | 2     | 1:31  | Лас-Вегас, США       |                                                                                  |
| Победа       | 10-3      | Хьюстон Александр  | TKO (удары руками)     | 5150 Combat League / Xtreme Fighting League: New Year’s Revolution | 16 января 2010   | 2     | 3:49  | Талса, США           | Выиграл титул чемпиона 5150 Combat League в тяжёлом весе.                        |
| Поражение    | 9-3       | Тони Лопес         | Единогласное решение   | KOTC: Distorted                                                    | 1 октября 2009   | 5     | 5:00  | Хайленд, США         | Бой за титул чемпиона KOTC в тяжёлом весе.                                       |
| Победа       | 9-2       | Трейси Уиллис      | TKO (удары)            | 5150 Combat League: Rumble at the Rally                            | 27 июня 2009     | 1     | 3:33  | Спаркс, США          |                                                                                  |
| Победа       | 8-2       | Уэс Комбс          | TKO (удары руками)     | KOTC: Legends                                                      | 6 июня 2009      | 1     | 0:25  | Уинтерхейвен, США    |                                                                                  |
| Победа       | 7-2       | Шерман Пендергарст | TKO (удары руками)     | Bellator 5                                                         | 1 мая 2009       | 1     | 2:24  | Дейтон, США          |                                                                                  |
| Победа       | 6-2       | Джейкоб Броуи      | TKO (удары руками)     | Gladiator Challenge: Warriors                                      | 4 февраля 2009   | 1     | 1:20  | Паума-Вэлли, США     |                                                                                  |
| Победа       | 5-2       | Уэс Фентон         | TKO (удары руками)     | Total Combat 32                                                    | 2 октября 2008   | 1     | 2:15  | Эль Кахон, США       |                                                                                  |
| Поражение    | 4-2       | Тони Лопес         | Сдача (кимура)         | KOTC: Opposing Force                                               | 15 мая 2008      | 1     | 3:15  | Хайленд, США         |                                                                                  |
| Победа       | 4-1       | Фил Фридмен        | TKO (удары руками)     | Total Combat 28                                                    | 26 апреля 2008   | 1     | 0:50  | Сан-Диего, США       |                                                                                  |
| Победа       | 3-1       | Рэй Серэйл         | TKO (удары руками)     | Total Combat 25                                                    | 15 декабря 2007  | 2     | 0:56  | Сан-Диего, США       |                                                                                  |
| Победа       | 2-1       | Тони Веларде       | Сдача (кимура)         | Total Combat 21                                                    | 8 июня 2007      | 1     | 2:35  | Сан-Диего, США       |                                                                                  |
| Победа       | 1-1       | Пол Инграссия      | TKO (удары руками)     | Total Combat 20                                                    | 13 апреля 2007   | 1     | 2:54  | Сан-Диего, США       |                                                                                  |
| Поражение    | 0-1       | Йоэн Бэнкс         | Единогласное решение   | Strikeforce: Young Guns                                            | 10 февраля 2007  | 3     | 3:00  | Сан-Хосе, США        |                                                                                  |